# Carolyn Cassady
Pour les articles homonymes, voir Cassady.
Carolyn Cassady, née Carolyn Robinson le 28 avril 1923 à Lansing dans le Michigan, et morte le 20 septembre 2013, est une romancière, épistolière américaine.

## Biographie
Carolyn Cassady a obtenu un Bachelor of Arts (mention Art Dramatique) au  Bennington College dans le Vermont. avant d'entrer à l'Université de Denver.
Femme de Neal Cassady, elle eut une liaison amoureuse avec Jack Kerouac ; elle est notamment l'auteur de deux ouvrages sur leur vie et celle d'autres figures de la Beat Generation comme Allen Ginsberg.
Elle est le modèle du personnage de « Camille » dans le roman Sur la route de Jack Kerouac et d' « Evelyn » dans le roman Big Sur du même auteur.

## Publications

### Romans et mémoires
- Off the Road: Twenty Years with Cassady, Kerouac and Ginsberg (Flamingo), éd. HarperCollins, 1991.
- Off the Road: My Years with Cassady, Kerouac, and Ginsberg, éd. Penguin Books, 1990.
- Heart Beat: My Life With Jack and Neal, éd. Creative Arts Book Co, 1976.

### Correspondance
- Collected Letters, 1944-1967, éd. Penguin Books, 2005

### Livre traduit en français
- Sur ma route : ma vie avec Neal Cassady, Jack Kerouac, Allen Ginsberg et les autres  (trad. de l'anglais par Marianne Véron), Paris, éditions Denoël, coll. « Et d'ailleurs », 2000, 555 p. + 8 p. de planches illustrées (ISBN 2-207-24863-1, BNF 37112085). — Réédition en collection de poche : Paris, éditions 10/18, coll. « Domaine étranger », no 3442, 2002  (ISBN 2-264-03429-7), (BNF 38825691).